# Димитър Станчев
Димитър Станчев е български възрожденски просветен деец.

## Биография
Станчев е роден в 1847 година в град Шумен. Учи в Шумен при Добри Войников и заминава в Гюргево. След това през Браила и Тулча се установява в добруджанското градче Мачин като български учител. Преподава в Каспичан и в 1870 – 1872 година е главен учител в българското училище във Варна. По инициатива на Димитър Станчев и Стефан Деребеев е основано в началото на 1871 година българското ученическо дружество „Просвещение“. От 1872 до 1875 година е учител в село Юшенлии, където основава таен революционен комитет. В Юшенлии въвежда нови класове, урежда гимнастическо дружество и вечерно училище. Заподозрян от властите, заминава да учителства в Добрич, късето остава до 1877 година, а на следната година е в Провадия. Малко преди падането на Варна в руски ръце, Станчев пристига в града. Преподава в Класното училище и в Мъжката гимназия, като участва активно в обществения живот. Избиран е за депутат, а в 1885 година участвал като доброволец в Сръбско-българската война. Пише статии и стихове.
Синът му Любен Станчев (1885 - 1940) е деец на Върховния македоно-одрински комитет.